# Таллин (полк)
Эстонский пограничный полк «Ре́вель» (нем. Estnische Regiment Reval), также «Та́ллин» (эст. Eesti Piirikaitserügement Tallinn) — вооружённое формирование, входившее в состав войск СС и полностью состоявшее из эстонцев и эстонизировавшихся потомков балтийских немцев. Образовано в феврале 1944 года. В состав полка, находившемся под командованием майора Ричарда Рубаха (Richard Rubach, 1899, Нарва — 1949, Вюрцбург, Германия), адъютант — лейтенант Виктор Нооркукк (Viktor Noorkukk)), входило 3 батальона. 

## История
Первоначально формированию присвоили имя «Нарва» (нем. Estnische Regiment Narwa), поскольку он дислоцировался в Нарве, однако такое название уже имелось у одного батальона, и полк переименовали, дав ему имя «Ревель».
Состав полка:
- 1-й батальон — сформирован на территории Вильяндимаа, командир — капитан Матс (Фердинанд Йоханнес) Мёльдер[эст.] (1904, Ансекюла — 1967, Туллинге, Швеция[2]);
- 2-й батальон — сформирован на территории Пярнумаа, командир — капитан Юри Юрген[эст.] (1901, Вильяндимаа —1995, Джерси-Сити, США);
- 3-й батальон — сформирован на территории Тартумаа, в его ряды также входили уроженцы Таллина, командир — капитан Арнольд Пурре[эст.] (1902, Таллин — 1986, Стокгольм, Швеция).

Полевым офицером был назначен капитан Эльмар Раялоо (Elmar Rajaloo, 1905, Йыгевамаа — 1987, Австралия), начальником вещевой службы — капитан Кольк (Kolk).
- Кадет Военного училища
 Матс Мёльдер, 1920 год
- Кадет Военного училища
 Юри Юрген, 1926 год
- Младший лейтенант 
Эльмар Рейнвег (после 1936 года — Раялоо), 1927 год
- Арнольд Пурре, 1940-е годы

Ранее военнослужащие полка получили боевой опыт в составе отрядов «Самообороны». Общая численность полка составляла 2007 человек.   
13 февраля 1944 года полк принял боевое крещение под Нарвой, приняв участие в ликвидации Мерикюлаского десанта. Из-за недостаточной военной подготовки и сильной нехватки вооружения (прежде всего отсутствия пулемётов) полк под огнём советской артиллерии, действовавшей при поддержке авиации, понёс большие потери, после чего его численность составила 1600 человек.
Полк также принимал участие в боях за Нарвский плацдарм и за линию «Танненберг». 
Весной–летом 1944 года полк был объединён с 20-й эстонской дивизией СС, в составе которой был 
окончательно разбит 11 мая 1945 года. 
Потери полка составили:
- 1-й батальон: 53 погибших, 173 раненых;
- 3-й батальон: 8 погибших, 28 раненых.

Второй батальон боевых потерь не имел.